# لینها نوا
لینها نوا (به پرتغالی: Linha Nova) یک منطقهٔ مسکونی در برزیل است که در ریو گرانده جنوبی واقع شده‌است. لینها نوا ۱٬۷۱۹ نفر جمعیت دارد.